# زغبورة سوداء
زغبورة سوداء (الاسم العلمي:Stigmella nigrata) هي نوع من الحشرات تتبع جنس الزغبورة من فصيلة السليلات.